# Puglia centrale
La Puglia centrale è una subregione della Puglia che comprende la città metropolitana di Bari e buona parte della provincia di Barletta-Andria-Trani.

## Comuni della Puglia centrale

### La piana olivicola del nord barese
- Andria, Barletta, Bisceglie, Bitonto (parte sud), Cassano delle Murge (parte nord), Corato, Giovinazzo, Grumo Appula, Palo del Colle (parte sud), Ruvo di Puglia, Molfetta, Sannicandro di Bari (parte sud) Terlizzi, Toritto, Trani.[2]

### La conca barese e il sistema radiale delle lame
- Adelfia, Bari, Binetto, Bitetto, Bitonto (parte nord), Bitritto, Modugno, Sannicandro di Bari (parte nord), Palo del Colle (parte nord).[2]

### Il sud-est barese e il paesaggio del frutteto
- Acquaviva delle Fonti (parte nord), Bari (parte est), Capurso, Casamassima, Castellana Grotte, Cellamare, Conversano, Mola di Bari, Monopoli, Noicàttaro, Polignano a Mare, Rutigliano, Sammichele di Bari, Sannicandro di Bari, Triggiano, Turi, Valenzano.[2]